# Norilsk
Norilsk (tiếng Nga: Норильск) là một thành phố công nghiệp thuộc chủ thể Krasnoyarsk Krai, Nga. Thành phố nằm phía trên Vòng Bắc Cực, phía đông sông Yenisei và phía nam bán đảo Taymyr phía tây. Nó có dân số thường trú 174.000. Nếu tính cả dân số tạm trú, dân số của thành phố đạt 200.000.
Đây là thành phố cực bắc của thế giới với hơn 100.000 dân và là thành phố lớn thứ hai (sau Murmansk) bên trong Vòng Bắc Cực. Norilsk và Yakutsk là những thành phố lớn duy nhất nằm trong vùng đóng băng vĩnh cửu liên tục.
Norilsk phần lớn được xây dựng bởi những lao động nô lệ của hệ thống trại cải tạo Gulag thời Liên Xô.
Mỏ niken của Norilsk-Talnakh là mỏ trữ lượng niken-đồng-paladi lớn nhất được biết đến trên thế giới. Việc nấu chảy quặng niken chịu trách nhiệm trực tiếp cho ô nhiễm nghiêm trọng, thường xuất hiện dưới dạng mưa axit và khói bụi. Theo một số ước tính, một phần trăm lượng phát thải lưu huỳnh điôxit toàn cầu đến từ các mỏ niken của Norilsk.

## Lịch sử

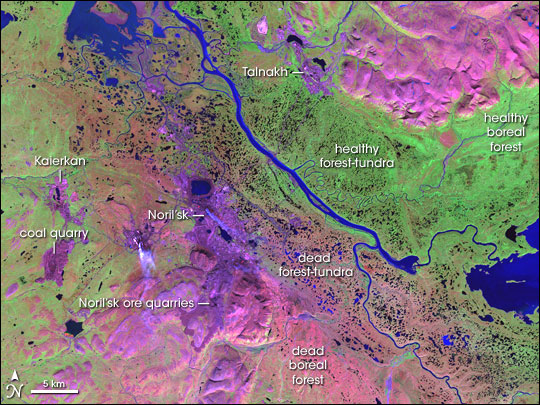
Hình ảnh vệ tinh màu giả của Norilsk và khu vực xung quanh (more information)

Norilsk được thành lập vào cuối những năm 1920, nhưng ngày thành lập chính thức là theo truyền thống vào năm 1935, khi Norilsk được mở rộng như một khu định cư cho khu phức hợp khai thác luyện kim Norilsk và trở thành trung tâm của hệ thống trại cải tạo lao động Norillag. Nó đã được cấp tình trạng định cư kiểu đô thị vào năm 1939 và tình trạng thị trấn vào năm 1953.
Norilsk nằm giữa đồng bằng Tây Xibia và cao nguyên Trung Xibia dưới chân cao nguyên Putoran cao 1.700 mét (5.600 ft), trên một số mỏ niken lớn nhất trên Trái Đất. Do đó, khai thác và luyện quặng là ngành công nghiệp chính. Norilsk là trung tâm của một khu vực nơi khai thác niken, đồng, coban, platin, paladi và than đá. Các mỏ khoáng sản ở Siberia Craton đã được biết đến trong hai thế kỷ trước khi Norilsk được thành lập, nhưng việc khai thác chỉ bắt đầu vào năm 1939, khi các phần chôn của các cuộc xâm nhập của Norilsk-Talnakh được tìm thấy bên dưới địa hình đồi núi.
Talnakh là mỏ khai thác/làm giàu chính hiện nay từ nơi một nhũ tương quặng được làm giàu được bơm đến các nhà máy luyện kim của Norilsk.
Để hỗ trợ thành phố mới, tuyến đường sắt Norilsk đến cảng Dudinka trên sông Yenisei đã được thành lập, đầu tiên là một tuyến đường hẹp (mùa đông 1935- 36), sau đó là 1.520 mm (4 ft 11 27⁄32 in) theo tiêu chuẩn đường đo của Nga (hoàn thành vào đầu những năm 1950). Từ Dudinka, niken và đồng được vận chuyển đến Murmansk bằng đường biển và sau đó, đến nhà máy luyện kim Monchegorsk trên Bán đảo Kola, trong khi khoáng sản quý giá hơn đi ngược dòng sông đến Krasnoyarsk. Giao thông vận tải này chỉ diễn ra trong mùa hè. Cảng Dudinka bị đóng cửa và tháo dỡ trong trận lũ lụt do băng tan lên tới 20 mét (66 ft) vào cuối tháng 5 (một sự kiện mùa xuân điển hình trên tất cả các con sông tại Siberia).
Đầu những năm 1950, tuyến đường sắt Salekhard-Igarka đang được xây dựng từ thành phố than châu Âu Vorkuta qua Salekhard /sông Obi và Norilsk có một nhà ga rộng rãi được xây dựng với mong muốn phục vụ tàu tới thủ đô Moskva, nhưng việc xây dựng đã dừng lại sau khi Joseph Stalin qua đời.
Theo tài liệu lưu trữ của Norillag, 16.806 tù nhân đã chết ở Norilsk trong điều kiện lao động cưỡng bức, đói khát và lạnh giá trong suốt thời gian tồn tại của trại (1935-1956). Tử vong đặc biệt cao trong chiến tranh thế giới thứ hai từ năm 1942, khi mà nguồn cung cấp thực phẩm đặc biệt khan hiếm. Các tù nhân đã tổ chức cuộc nổi dậy phi bạo lực Norilsk vào năm 1953. Một số tù nhân vô danh nhưng đáng kể vẫn tiếp tục phục vụ và chết trong hầm mỏ cho đến khoảng năm 1979. Norilsk-Talnakh tiếp tục là một mỏ nguy hiểm để làm việc. đã có 2,4 vụ tai nạn trên một nghìn công nhân trong năm 2005. Năm 2017, Norilsk Niken tuyên bố rằng họ đã giảm gần 60% tỷ lệ thương tật do mất thời gian nói chung kể từ năm 2013.

## Địa lí
Norilsk là thành phố cực bắc của thế giới với hơn 100.000 dân và là thành phố lớn thứ hai (sau Murmansk) nằm bên trong Vòng Bắc Cực. Norilsk, Yakutsk và Vorkuta là những thành phố lớn duy nhất nằm trong vùng đóng băng vĩnh cửu liên tục. Nó nằm giữa quận Taymyrsky Dolgano-Nenetsky ở phía bắc và quận Turukhansky ở phía nam.

### Khí hậu

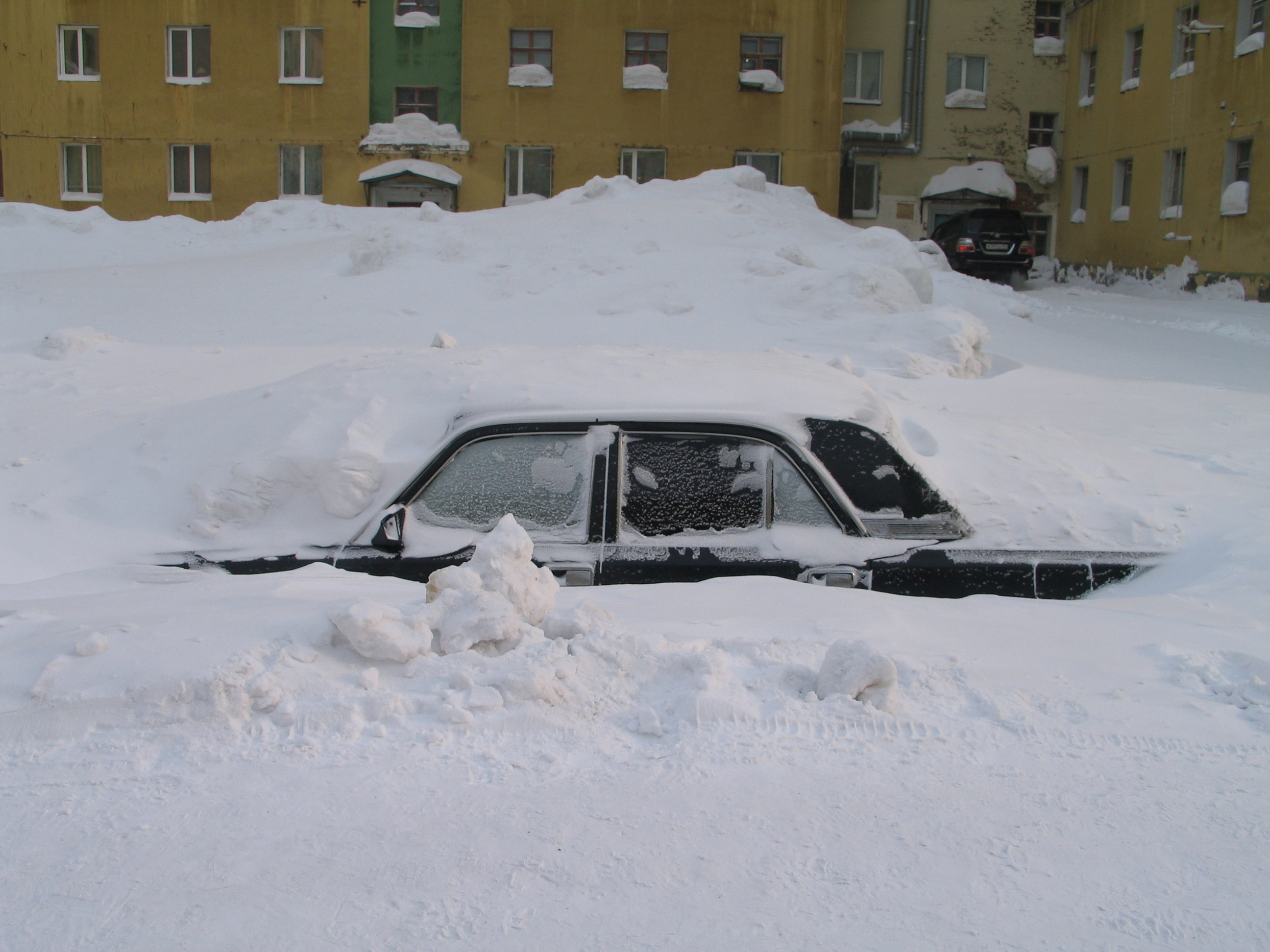
Một chiếc ô tô bị kẹt trong tuyết ở Norilsk. Mùa đông ở Norilsk luôn lạnh lẽo, tối và kéo dài

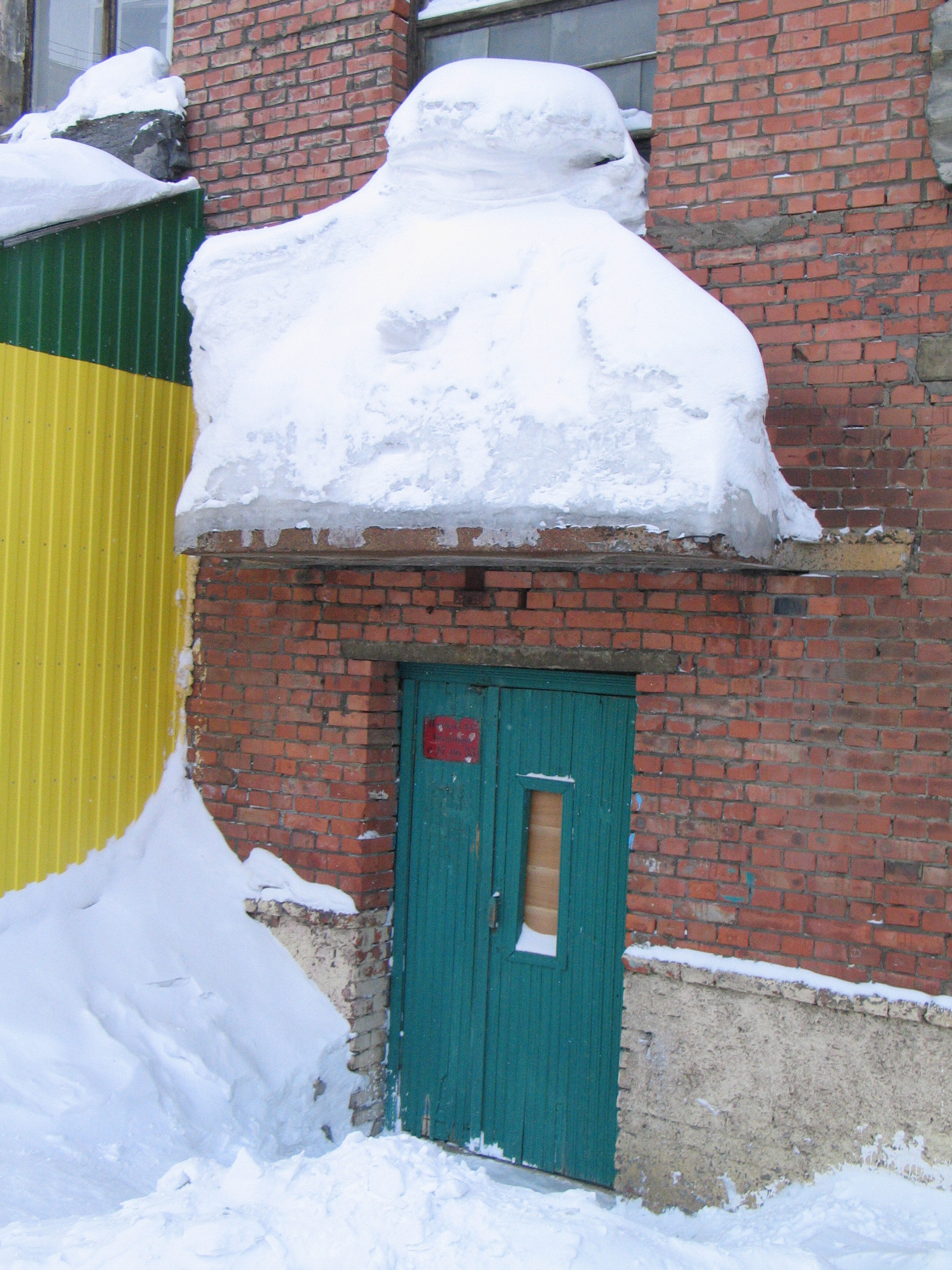
Một ngôi nhà ở Norilsk bị bao phủ bởi lớp tuyết dày

Mặc dù nằm trong Vòng Bắc Cực, Norilsk có khí hậu cận cực (phân loại khí hậu Köppen Dfc) với mùa đông rất dài, lạnh khắc nghiệt và mùa hè rất ngắn, ôn hòa. Thành phố được bao phủ bởi tuyết trong khoảng 250-270 ngày mỗi năm, với những cơn bão tuyết trong khoảng 110-130 ngày. Hiện tượng mặt trời mọc lúc nửa đêm nằm phía trên đường chân trời từ 21 tháng 5 đến 24 tháng 7 (65 ngày) và khoảng thời gian mặt trời không mọc, hay còn gọi là ban đêm vùng cực, là từ khoảng 30 tháng 11 đến 13 tháng 1 (45 ngày). Nhiệt độ đôi khi có thể tăng lên trên 25 °C (77 °F) vào tháng Bảy. Phần lớn các khu vực xung quanh là lãnh nguyên tự nhiên. Chỉ có một vài cây tồn tại ở Norilsk.
| Dữ liệu khí hậu của Norilsk | Dữ liệu khí hậu của Norilsk | Dữ liệu khí hậu của Norilsk | Dữ liệu khí hậu của Norilsk | Dữ liệu khí hậu của Norilsk | Dữ liệu khí hậu của Norilsk | Dữ liệu khí hậu của Norilsk | Dữ liệu khí hậu của Norilsk | Dữ liệu khí hậu của Norilsk | Dữ liệu khí hậu của Norilsk | Dữ liệu khí hậu của Norilsk | Dữ liệu khí hậu của Norilsk | Dữ liệu khí hậu của Norilsk | Dữ liệu khí hậu của Norilsk |
| Tháng | 1                           | 2                           | 3                           | 4                           | 5                           | 6                           | 7                           | 8                           | 9                           | 10                          | 11                          | 12                          | Năm                         |
| --- | --------------------------- | --------------------------- | --------------------------- | --------------------------- | --------------------------- | --------------------------- | --------------------------- | --------------------------- | --------------------------- | --------------------------- | --------------------------- | --------------------------- | --------------------------- |
| Cao kỉ lục °C (°F) | −3.0 (26.6)                 | −2.0 (28.4)                 | 7.4 (45.3)                  | 10.5 (50.9)                 | 22.8 (73.0)                 | 30.4 (86.7)                 | 32.0 (89.6)                 | 28.7 (83.7)                 | 18.6 (65.5)                 | 9.6 (49.3)                  | 3.1 (37.6)                  | −1.0 (30.2)                 | 32.0 (89.6)                 |
| Trung bình ngày tối đa °C (°F) | −23.6 (−10.5)               | −23.9 (−11.0)               | −18.4 (−1.1)                | −10.0 (14.0)                | −1.7 (28.9)                 | 10.4 (50.7)                 | 18.2 (64.8)                 | 15.0 (59.0)                 | 6.9 (44.4)                  | −6.7 (19.9)                 | −16.9 (1.6)                 | −21.6 (−6.9)                | −6.2 (20.8)                 |
| Trung bình ngày °C (°F) | −26.9 (−16.4)               | −27.2 (−17.0)               | −21.9 (−7.4)                | −13.9 (7.0)                 | −4.8 (23.4)                 | 7.0 (44.6)                  | 14.3 (57.7)                 | 11.4 (52.5)                 | 4.0 (39.2)                  | −9.5 (14.9)                 | −20.2 (−4.4)                | −25.1 (−13.2)               | −9.6 (14.7)                 |
| Tối thiểu trung bình ngày °C (°F) | −30.7 (−23.3)               | −31.0 (−23.8)               | −26.4 (−15.5)               | −18.5 (−1.3)                | −8.4 (16.9)                 | 3.2 (37.8)                  | 10.0 (50.0)                 | 7.6 (45.7)                  | 1.2 (34.2)                  | −12.5 (9.5)                 | −23.9 (−11.0)               | −28.9 (−20.0)               | −13.4 (7.9)                 |
| Thấp kỉ lục °C (°F) | −53.1 (−63.6)               | −52.0 (−61.6)               | −46.1 (−51.0)               | −38.7 (−37.7)               | −26.8 (−16.2)               | −9.8 (14.4)                 | 0.4 (32.7)                  | −1.0 (30.2)                 | −14.0 (6.8)                 | −36.0 (−32.8)               | −43.1 (−45.6)               | −63.0 (−81.4)               | −63.0 (−81.4)               |
| Lượng Giáng thủy trung bình mm (inches) | 17.6 (0.69)                 | 16.1 (0.63)                 | 28.4 (1.12)                 | 21.1 (0.83)                 | 24.0 (0.94)                 | 34.4 (1.35)                 | 32.4 (1.28)                 | 52.2 (2.06)                 | 26.0 (1.02)                 | 35.9 (1.41)                 | 30.8 (1.21)                 | 22.1 (0.87)                 | 341 (13.41)                 |
| Nguồn 1: Weatherbase, except for the July record high |                             |                             |                             |                             |                             |                             |                             |                             |                             |                             |                             |                             |                             |
| Nguồn 2: July record high: Official website of Norilsk. В Норильске самый жаркий июль за всю историю метеонаблюдений (tiếng Nga); The Siberian Times. Norilsk breaks records for Arctic heat in a new sign of changing weather patterns |                             |                             |                             |                             |                             |                             |                             |                             |                             |                             |                             |                             |                             |

## Tình trạng hành chính
Trong khuôn khổ của các bộ phận hành chính, cùng với khu định cư đô thị của Snezhnogorsk, Krasnoyarsk Krai, được thành lập như một thành phố krai của Norilsk, một đơn vị hành chính có địa vị ngang bằng với các quận. Là một bộ phận của thành phố, thành phố Norrask của krai được hợp nhất thành Norilsk Urban Okrug.

## Nhân khẩu

### Dân số
Dân số của Norilsk là 175.365 người (Điều tra dân số năm 2010) sau khi Liên Xô sụp đổ, dân số giảm 40.000, nhưng điều này đã được bù đắp bằng việc sáp nhập các thị trấn Kayerkan và Talnakh vào Norilsk sau đó, duy trì dân số thường trú là 175.000. Tính cả cư dân tạm trú, dân số đạt 220.000 người.
Tuổi thọ cho cư dân địa phương thấp hơn khoảng mười năm so với tuổi thọ trung bình của người Nga.
| 1939    | 1959    | 1962    | 1967    | 1970    | 1973    | 1976    | 1979    |
| ------- | ------- | ------- | ------- | ------- | ------- | ------- | ------- |
| 14,000  | 118,000 | 117,000 | 129,000 | 135,000 | 150,000 | 167,000 | 180,400 |
| 1982    | 1989    | 1992    | 1998    | 2002    | 2005    | 2010    | 2018    |
| 183,000 | 174,673 | 165,400 | 151,200 | 134,832 | 131,900 | 175,365 | 179,554 |

## Tôn giáo

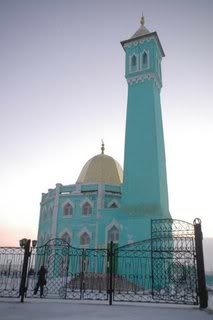
Nhà thờ Hồi giáo Nord Kamal là nhà thờ Hồi giáo cực bắc của thế giới.

Kitô giáo là tôn giáo chính ở Norilsk. Có một nhà thờ Chính thống Nga, một số nhà thờ Chính thống Nga và một nhà thờ Chính thống Ukraine. Có một nhà thờ Hồi giáo ở Norilsk. Được xây dựng vào năm 1998 và thuộc cộng đồng người Tatar địa phương, nó được coi là nhà cầu nguyện Hồi giáo cực bắc trên thế giới.

## Kinh tế
MMC Norilsk Niken, một công ty khai thác khoáng sản, là chủ nhân chính trong khu vực Norilsk.
Thành phố được phục vụ bởi Sân bay Alykel và Sân bay Valek. Có một tuyến đường sắt chỉ vận chuyển hàng hóa, đường sắt Norilsk giữa Norilsk và cảng Dudinka. Có một mạng lưới đường bộ xung quanh Norilsk (như A-382 liên kết với Sân bay Dudinka và Norilsk Alykel), nhưng không có đường bộ hoặc đường sắt đến phần còn lại của Nga. Về bản chất, Norilsk và Dudinka hoạt động như một hòn đảo. Vận tải hàng hóa bằng thuyền trên Bắc Băng Dương hoặc trên sông Yenisei.
Trong một thời gian, internet chỉ có sẵn thông qua một kết nối vệ tinh chậm. Tuy nhiên, một dây cáp thông tin dài 957 km đã được đặt dọc theo sông Yenisei về phía Krasnoyarsk, với công việc hoàn thành vào năm 2017.

### Quặng niken Norilsk-Talnakh

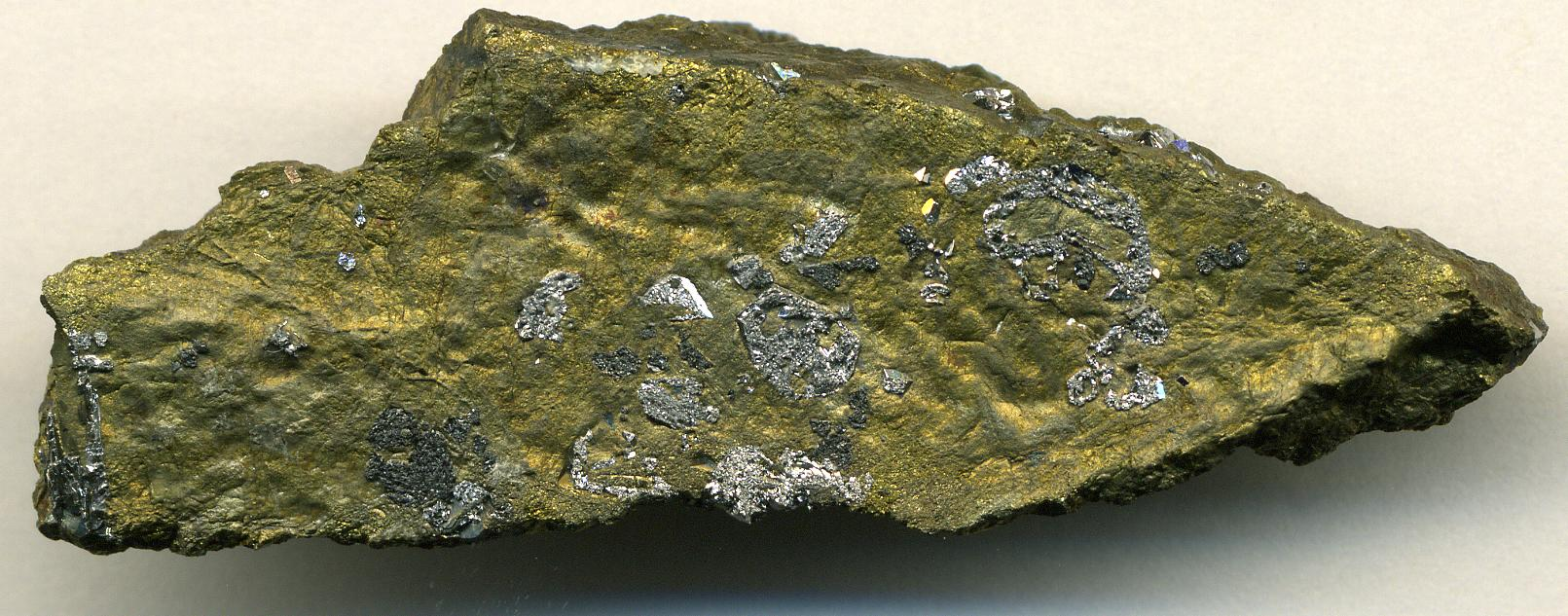
Quặng giàu platin-đồng, mỏ Oktyabersky, Norilsk.

Quặng niken của Norilsk-Talnakh là quặng niken-đồng-palladi lớn nhất được biết đến trên thế giới. Mỏ khoáng sản này được hình thành cách đây 250 triệu năm trong vụ phun trào của đá magma Siberian Traps (STIP). STIP phun trào hơn một triệu km khối dung nham, một phần lớn của nó thông qua một loạt các ống dẫn dung nham nằm phẳng bên dưới Norilsk và dãy núi Talnakh.
Quặng được hình thành khi magma phun trào trở nên bão hòa trong lưu huỳnh, tạo thành các khối pentlandite, chalcopyrite và các sulfide khác. Các lưu huỳnh này sau đó được "rửa sạch" bởi dòng thác magma tiếp tục phun trào, và nâng cấp kỳ hạn của chúng bằng niken, đồng, bạch kim và palađi.
Tài nguyên hiện tại được biết đến với sự xâm nhập khoáng hóa này vượt quá 1,8 tỷ tấn. MMC Norilsk Niken, có trụ sở tại Moskva, là nhà khai thác chính ở Norilsk-Talnakh. Quặng được khai thác dưới lòng đất thông qua một số trục và suy giảm. Các mỏ quặng hiện đang được khai thác ở độ cao hơn 1.200 m (3.900 ft) dưới mặt đất và được khoan từ bề mặt. Sản lượng niken trong năm 2008 lên tới 299,7 nghìn tấn. Sản lượng đồng trong năm 2008 lên tới 419 nghìn tấn.
Các khoản trầm tích đang được khám phá bởi một công ty do chính phủ Nga kiểm soát. Công ty được biết là đang sử dụng địa vật lý trường điện từ, với các vòng trên bề mặt hơn 1.000 m (3.300 ft) ở một bên. Chúng cho phép hình ảnh kết luận về quặng niken dẫn điện ở độ sâu vượt quá 1.800 m (5.900 ft).

### Sự ô nhiễm

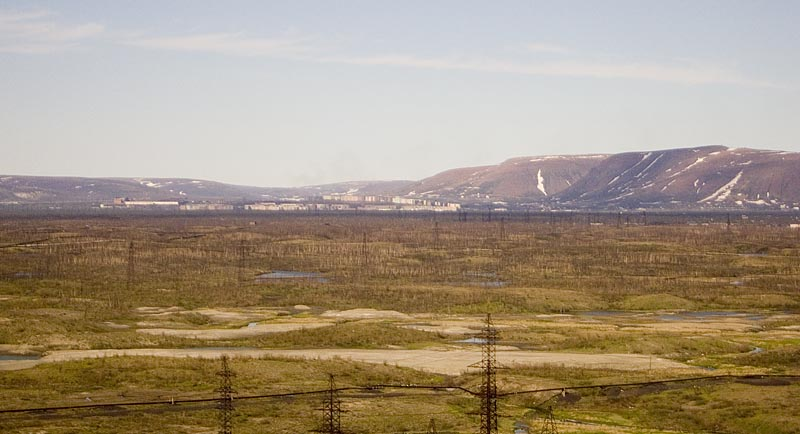
Quang cảnh gần Norilsk

Quặng niken được luyện ở khu chế biến của công ty tại Norilsk. Sự nóng chảy này chịu trách nhiệm trực tiếp cho ô nhiễm nghiêm trọng, thường xuất hiện dưới dạng mưa axit và khói bụi. Theo một số ước tính, một phần trăm lượng phát thải sulfur dioxide toàn cầu đến từ các mỏ niken của Norilsk. Ô nhiễm kim loại nặng gần Norilsk nghiêm trọng đến mức giờ đây nó trở nên khả thi về mặt kinh tế đối với đất bề mặt, vì đất đã thu được nồng độ platin và palađi cao như vậy.
Viện Blacksmith từng đưa Norilsk vào danh sách mười nơi ô nhiễm nhất trên Trái đất. Danh sách trích dẫn ô nhiễm không khí bởi các hạt, bao gồm đồng vị phóng xạ strontium-90, và Caesium-137 và các kim loại niken, đồng, coban, chì và selen; và bằng các chất khí (như nitơ và oxit carbon, sulfur dioxide, phenol và hydro sulfide). Viện ước tính bốn triệu tấn cadmium, đồng, chì, niken, asen, selen và kẽm được thải vào không khí mỗi năm.
Dịch vụ Thống kê Nhà nước Liên bang Nga liệt kê Norilsk là thành phố ô nhiễm nhất ở Nga. Năm 2017, Norilsk đã sản xuất 1,798 triệu tấn chất ô nhiễm carbon - gấp gần sáu lần so với 304,6 nghìn tấn do thành phố ô nhiễm thứ hai của Nga, Cherepovets tạo ra. Norilsk, báo cáo tuyên bố, khử nhiễm gần một nửa lượng khí thải.
Theo báo cáo của BBC News tháng 4 năm 2007, Norilsk Niken đã chấp nhận trách nhiệm cá nhân đối với những gì đã xảy ra với rừng và nhấn mạnh rằng công ty đang thực hiện các biện pháp để giảm ô nhiễm. Năm 2016, Chủ tịch công ty Vladimir Potanin thừa nhận rằng vấn đề lớn nhất của nó là môi trường.
Năm 2017, Norilsk Niken tuyên bố đã đầu tư 14 tỷ đô la vào một chương trình phát triển lớn nhằm giảm 75% lượng khí thải sulfur dioxide ở Norilsk vào năm 2023, so với năm 2015 là năm gốc. Một trong những bước tiến lớn hơn để chống ô nhiễm là đóng cửa nhà máy luyện cũ của Nornickel ở Norilsk, nguồn phát thải SO2 chính trong phạm vi thành phố từ năm 1942. Norilsk Niken đã tuyên bố rằng tổng lượng khí thải của các hoạt động tại Nga trong năm 2016 thấp hơn 6% so với năm 2015, chủ yếu là do các nhà máy đã ngừng hoạt động. Chương trình môi trường của công ty cũng bao gồm nâng cấp Bộ tập trung Talnakh, để tăng xử lý lưu huỳnh thành chất thải và xây dựng các đơn vị tái chế để chiết xuất sulfur dioxide từ khí thải tại Nhà máy luyện kim và nhà máy luyện kim Nadezhda.
Vào tháng 9 năm 2016, hình ảnh xuất hiện trên phương tiện truyền thông xã hội của sông Daldykan gần đó, đã chuyển sang màu đỏ. Bộ Môi trường Nga đã ban hành một tuyên bố tuyên bố rằng bằng chứng sơ bộ chỉ vào các ống nước thải thuộc sở hữu của Nornickel từ một nhà máy luyện kim gần đó là nguồn gốc của sự ô nhiễm. Công ty đề cập đến lượng mưa lớn và nhấn mạnh rằng sự cố màu trầm tích không gây nguy hiểm cho người hoặc động vật hoang dã. Nhà máy luyện kim, công ty cho biết, đang trong quá trình hiện đại hóa.
Vào ngày 29 tháng 5 năm 2020, một bể chứa nhiên liệu, thuộc sở hữu của công ty con Nornickel, NTEK, đã sụp đổ, làm ngập dòng sông Ambarnaya gần đó với 20.000 tấn nhiên liệu diesel. Tổng thống Nga Vladimir Putin đã tuyên bố tình trạng khẩn cấp. Nhiên liệu là nguồn dự trữ được sử dụng làm dự phòng cho việc cung cấp khí chính cho nhà máy điện

## Văn hóa
Norilsk có một bảo tàng lịch sử và một phòng trưng bày nghệ thuật, Nhà hát kịch Polaril Norilsk, một vườn thú, một trung tâm văn hóa, một khu liên hợp thể thao và giải trí, và nhiều di tích và tòa nhà lịch sử
- Nhà hát kịch Norilsk
- Đài tưởng niệm các nhà xây dựng của thành phố ở trung tâm thành phố Norilsk
- Norilsk Golgotha, một đài tưởng niệm các tù nhân trại lao động đã làm việc tại Norilsk